# Landkreis Kamenz
De voormalige Landkreis Kamenz (Oppersorbisch: Wokrjes Kamjenc) is genoemd naar de stad Kamenz (Oppersorbisch: Kamjenc). Het ligt in de Lausitz in de Duitse deelstaat Saksen. Kamenz behoort tot de regio, waar het volk van de Sorben woonachtig is en is daarom naast Duitstalig ook Sorbischtalig.
Hoofdstad van de Landkreis Kamenz is de gelijknamige stad. De Landkreis lag ongeveer tussen Dresden en Hoyerswerda. In het noorden grensde het  aan de deelstaat Brandenburg. Het was verdeeld in 33 lokale eenheden: 9 steden (waaronder Kamenz) en 24 gemeenten. 

## Geschiedenis
In 1994 werden de Landkreisen Hoyerswerda, Kamenz en een deel van Dresden samengevoegd onder de naam Landkreis Westlausitz-Dresdner Land.  Vanaf 1 april 1996 heet het Kamenz. Historisch maakt het deel uit van de Lausitz.
Bij de herindeling van Saksen in 2008 is het  samen met het voormalige Landkreis Bautzen en de voormalige kreisfreie Stadt Hoyerswerda opgegaan in het nieuwe Landkreis Bautzen.

## Beroemde personen uit Kamenz
- Gotthold Ephraim Lessing (1729 te Kamenz)
- Jurij Brězan (1916 te Räckelwitz, Oppersorbisch: Worklecy)

## Steden en gemeenten
De volgende steden en gemeenten lagen in Kamenz:
| Steden | Gemeenten |
| --- | --- |
| 1. Bernsdorf 2. Elstra (Halštrow) 3. Großröhrsdorf 4. Kamenz (Kamjenc) 5. Königsbrück 6. Lauta 7. Pulsnitz 8. Radeberg 9. Wittichenau (Kulow) | 1. Arnsdorf (Warnoćicy) 2. Bretnig-Hauswalde 3. Crostwitz (Chrósćicy) 4. Elsterheide (Halštrowska Hola) 5. Großnaundorf 6. Haselbachtal 7. Laußnitz 8. Lichtenberg 9. Lohsa (Łaz) 10. Nebelschütz (Njebjelčicy) 11. Neukirch 12. Oberlichtenau 13. Ohorn 14. Oßling (Wóslink) 15. Ottendorf-Okrilla 16. Panschwitz-Kuckau (Pančicy Kukow) 17. Räckelwitz (Worklecy) 18. Ralbitz-Rosenthal (Ralbicy-Róžant) 19. Schönteichen 20. Schwepnitz 21. Spreetal (Sprjewiny Doł) 22. Steina 23. Wachau 24. Wiednitz |

In het district lagen een aantal Verwaltungsgemeinschaften, deze zijn het beste te vergelijken met kaderwetgebieden, zij het dat de taken in Duitsland anders zijn dan in Nederland. De Verwaltungsgemeinschaften zijn:
- Am Klosterwasser (Crostwitz, Nebelschütz, Panschwitz-Kuckau, Räckelwitz, Ralbitz-Rosenthal)
- Bernsdorf (Bernsdorf, Wiednitz)
- Großröhrsdorf (Bretnig-Hauswalde, Großröhrsdorf)
- Kamenz-Schönteichen (Kamenz stad), Schönteichen)
- Königsbrück (Königsbrück, Laußnitz, Neukirch)
- Pulsnitz (Großnaundorf, Lichtenberg, Oberlichtenau, Ohorn, Pulsnitz, Steina)